# Сориано Фуэртес, Индалесио
Индалесио Сориано Фуэртес (исп. Indalecio Soriano Fuertes; 21 ноября 1787, Селья — 21 августа 1851, Мадрид) — испанский композитор и дирижёр. Отец Мариано Сориано Фуэртеса.
Учился музыке у Антонио Гомеса, капельмейстера кафедрального собора в Теруэле, достигнув таких успехов, что в возрасте 17 лет получил назначение на должность капельмейстера и учителя в Калатаюде. В 1808 году принял участие в испанской Войне за независимость и, в частности, в осаде Сарагосы; в этот период сочинил ряд патриотических песен. В 1814 г. стал капельмейстером кафедрального собора в Мурсии. В 1830 г. перебрался в Мадрид и возглавил придворный камерный ансамбль. Опубликовал трактат о гармонии (исп. Tratado de armonía y nociones generales de todas las especies de contrapunto libre moderno; 1845), вёл также педагогическую работу (среди его учеников Косме де Бенито и Мануэль Фернандес Кабальеро). Вместе с сыном участвовал в издании первых испанских музыкальных журналов — «La Iberia Musical» (1842) и «El Anfión Matritense» (1843).